# نماز
نماز نیایش یا عملی است که با هدف برقراری ارتباط نزدیک با معبود انجام می‌شود. در معنایی محدود، به استغاثه یا درخواست شفاعت از یک خدا یا اجدادی که به عنوان خدا پرستیده می‌شوند نماز گفته می‌شود. در معنایی جامع، می‌تواند به شکرگزاری یا ستایش نیز اشاره داشته باشد.

## پیرامون واژه
واژهٔ نماز واژه‌ای از زبان پارسی میانه است که تلفظ درست آن نماژ می‌باشد و نیایش زرتشتیان بوده و ایرانیان آن را برای واژهٔ «صلاة» عربی به کار بردند. این واژه در واژه‌نامهٔ پارسی به معنای خم شدن، سر فرودآوردن برای ستایش پروردگار، ارج نهادن و بیان بندگی و پیروی از یزدان است. واژهٔ نماز نام‌واژه‌ای از فعل نمیدن فارسی به معنی کرنش، بزرگداشت (تعظیم) است.
پیش از حمله اعراب به ایران و ورود دین اسلام به این کشور، نیایش ایرانیان زرتشتی در زبان پهلوی نماژ یا نماچ نام داشت. سپس ایرانیان از همان واژه برای خواندن الصلاة فی الإسلام به زبان عربی استفاده کردند. نماز یهودیان نیز تِفیلا نام دارد.
برخی حدس زده‌اند که این واژه از واژهٔ «ناماسته» در زبان سانسکریت گرفته شده‌باشد که محتمل نیست؛ زیرا واژهٔ نماز خود واژه‌ای ترجمه شده از زبان پارسی باستان به زبان پهلوی ساسانی است و واژهٔ درست و اصیل آن در نیایش‌های مزدیسنان، نِمَنگه نام دارد.

## مفهوم‌شناسی
«صلاة» اعراب که در زبان شرع برای فعل عبادی خاصی یعنی همان «نماز» به کار برده شده‌است، در لغت به معنای دعا، استغفار، رحمت و مغفرت، عبادت، سلام و تعظیم است و اگر به الله نسبت داده شود، به معنای رحمت و ثنای بر بندگان می‌باشد و در اصطلاح نیز به عملی عبادی گفته می‌شود که متّشکل از اجزاء و شرایط خاصّی است و باید با قصد قربت به پروردگار هر روز در چند نوبت به زبان عربی به جا آورده شود.
نماز به عنوان فعلی عبادی که به منظور دعا و نیز تعظیم الهی انجام می‌شود، یکی از مشترکات ادیان الهی است، هرچند شکل و نحوهٔ انجام آن در ادیان مختلف متفاوت می‌باشد. از همین روست که در کتاب مقدس مسلمانان به شکل «صلاة» آمده و در معنای واژه نماز است: «نماز معروف است و یکی از واجبات دینیه هر روز تمام ملل و مذاهب است، چه منفرداً و چه جماعتاً…» و پس از آن به شرح معنای نماز بر مبنای تورات و انجیل پرداخته تا آنکه می‌نویسد: «احدی جز منکرین خدا منکر نماز و دعا نیست…».
در نوشتار حاضر نیز از «نماز» همین معنای فوق اراده شده‌است و حقیقت شرعیهٔ آن که در اسلام از این اصطلاح اراده می‌شود، مدّ نظر نمی‌باشد.
محمد مسعود نوروزی معتقد است کلمه نماز از ریشه نماچ که در پارسی میانه (پهلوی زمان ساسانیان) است گرفته شده و فعل نماچ پورتن به معنای نماز بردن و تعظیم کردن به کار رفته‌است؛ و قبل از آن در ایران باستان از ریشه نم به معنای خم شدن و سر فروآوردن مشتق شده‌است. در اوستا نماز به صورت نِمَنگه یا نِمَه به معنای دعا و درود آمده‌است. این واژه در زبان پهلوی به صورت نماژ یا نماچ آمده‌است که پس از حملهٔ اعراب به ایران به دلیل کمبود حرف پایانی این واژه در الفبای عربی، حرف پایانی آن تبدیل به ز گشته و کل واژه به شکل نماز درآمده است.

## نماز در اسلام
مسلمانان در هر روز، ۱۷ رکعت نماز به این شیوه می‌خوانند:
1. نماز صبح «۲» رکعت
2. نماز ظهر «۴» رکعت
3. نماز عصر «۴» رکعت
4. نماز مغرب «۳» رکعت
5. نماز عشاء «۴» رکعت

است.
نماز پنج نوبت در شبانه روز (۱۷ رکعت) رو به قبلهٔ - کعبه - به صورت فردی (فرادا) یا گروهی (نماز جماعت) برگزار می‌شود.
در این عبادت در رکعت‌های اول و دوم سورهٔ حمد و معمولاً آیه یا سورهٔ کوتاهی از قرآن ـ مثل سورهٔ توحید ـ و در رکعت های بعدی تعدادی اذکار به زبان عربی خوانده می‌شود.
جزئیات این عبادت در فرقه‌های مختلف اسلام با هم تفاوت دارد.
نماز یک فرهنگ جهانی می‌باشد.
نماز در قرآن با واژه صلاة مشخص شده‌است که به همراه مشتقاتش ۹۸ بار در قرآن تکرار شده‌است. ریشه صلاة می‌تواند دارای سه معنی باشد:
1. از ریشه صل: شراب را از صافی می‌گذرانند و آن گاه ماده‌ای روشن و شفاف به دست می‌آورند
2. از ریشه صلی: سوزانیدن و گرم کردن
3. از ریشه وصل: ایجاد اتصال و ارتباط[۹]

- نماز در اهل تسنن

خواندن نماز به صورت دست بسته:
اهل سنت در قیام نماز دست راست خود را روی دست چپ می‌گذاردند و هر دو دست را روی ناف یا بالای آن قرار می‌دهند البته در این مسئله میان مذاهب چهارگانه اهل سنت اختلاف نظر وجود دارد حنیفه شافعیه و حنبلیه این کار را لازم و یکی از سنت‌های نماز می‌دانند ولی مالکیه آن را لازم و سنت نمی‌دانند
برگرداندن صورت به چپ و راست در حال خواند سلام:
شافعی‌ها و حنفی‌ها و حنبلی‌ها عقیده دارند که مستحب است نمازگزار در حال خواندن سلام نماز در سلام اول صورت خود را به طرف راست و در سلام دوم به طرف چپ برگرداند آن هم به اندازه‌ای که از پشت سر صورت او دیده شود. مالکی‌ها نیز این کار را مستحب می‌دانند ولی آن را به سلام آخر اختصاص داده‌اند. از نظر شیعه نمازگزار هنگام سلام نماز نباید صورتش از قبله منحرف شود.
عبور از مقابل نمازگزار:
از نظر اهل‌سنت عبور کردن از مقابل نمازگزار حرام است حتی در بعضی از کتاب‌های حدیثی آنان آمده‌است که نمازگزار باید مانع عبور عابر از مقابل خود باشد به همین جهت وقتی در مکه یا مدینه از مقابل کسی که نماز می‌گذارد عبور کنید با اعتراض شدید او و دیگران روبرو می‌شوید اما از نظر شیعه عبور از مقابل نمازگزار حرام نیست

### انواع نماز در اسلام
در اسلام انواع نماز متعدد است. از جمله نماز روزانه است که ۱۷ رکعت در پنج وقت دارد: دو رکعت صبح، چهار رکعت ظهر، چهار رکعت عصر، سه رکعت در غروب و چهار رکعت قبل از خواب (صَلوةالْعَتَمَه)(عَتَمَة به معنی ثلث اول شب، تاریکی شب، تأخیر و اهمال است). دیگر نمازهای نافله است که تعداد رکعات و کیفیت آن‌ها در بین شیعه و سنی متفاوت است.این نمازها مستحب هستند. این نمازها همراه نمازهای روزانه خوانده می‌شود نافله: دو رکعت به نیت نافله قبل از نماز صبح، هشت رکعت به نیت نافله بعد از اذان ظهر و قبل از نماز ظهر، نافله نماز ععر همانند نافله ظهر قبل از نماز عصر و هشت رکعت است، نافله نماز مغرب چهار رکعت و بعد از نمازمغرب خوانده می‌شود، نافله عشاء دو رکعت است و بعد از نماز عشاء خوانده می‌شود، نماز نافله شب (نماز شب): یازده رکعت است. هشت رکعت از آن به عنوان نماز شب، دو رکعت نماز شَفع و یک رکعت نماز وِتر است. وقت نافله شب از نصف شب تا اذان صبح است. دیگر صَلوة قَصْر است یعنی نماز کوتاه برای مسافر که آن را نماز شکسته نیز می‌گویند. در این نماز چهار رکعت‌های ظهر و عصر و عشاء نیز دو رکعتی می‌گردد و نتیجه می‌شود:دو رکعت صبح، دو رکعت ظهر، دو رکعت عصر، سه رکعت غروب و دو رکعت عشاء. دربارهٔ حدّ سفر بین مذاهب مختلفه اتفاق نیست. دیگر نماز جمعه و نماز اعیاد فطر و قربان و نماز میت و نماز خسوف و کسوف و آیات (در حوادث سمائیه و ارضیه) و نماز حاجت و نماز تسبیح و نماز جعفر و نماز استسقاء (طلب باران) که بعضی واجب است و بعضی مستحب و متفاوت در نظر شیعه و اهل سنت .

## پیشنه داستانی نماز
یکی از قدیمی‌ترین عباداتی که در تمامی ادیان گذشته وجود داشته، نماز است. در برخی از روایات به نماز تعدادی از انبیاء الهی از آدم تا خاتم اشاره شده‌است که برخی از آن‌ها به این شرح است:
۱- نماز آدم: از صُحُف ادریس نقل شده که در نخستین روز اقامت آدم و حوا در زمین، خداوند، نماز عصر و مغرب و عشاء را مجموعاً ۵۰ رکعت به آدم واجب کرد.
1. نماز شیث: وقتی آدم فوت کرد شیث او را غسل داد و بر وی نماز خواند.
2. نماز ادریس: در روایت امام صادق به یکی از یاران خود سفارش می‌فرمایند: وقتی به مسجد کوفه شرفیاب شدی به مسجد سهله نیز برو در آنجا نماز بخوان و از خدا طلب حاجت کن زیرا مسجد سهله خانهٔ ادریس است که در آن خیاطی می‌کرد و در آن نماز می‌خواند.
3. نماز نوح: کشتی نوح دارای پنجره‌ها و سوراخ‌هایی بود که از آن نور خورشید به داخل منعکس می‌شد و از این طریق وقت نماز را تعیین می‌کردند.

۵- نماز شعیب: در آیهٔ ۸۷ سوره هود آمده‌است: (قَالُواْ یا شُعَیْبُ أَصَلاَتُکَ تَأْمُرُکَ أَن نَّتْرُکَ مَا یَعْبُدُ آبَاؤُنَا أَوْ أَن نَّفْعَلَ فی أَمْوَالِنَا مَا نَشَاء إِنَّکَ لَأَنتَ الْحَلِیمُ الرشیدُ) ﴿۸۷﴾ «گفتند ای شعیب آیا نمازت به تو دستور می‌دهد که ما آنچه را پدرانمان می‌پرستیدند ترک گوییم و آنچه را می‌خواهیم، در اموالمان انجام ندهیم؟ که همانا تو مرد بردبار و رشیدی هستی.»
این جمله گفتار مردم مدین در ردّ حجّت شعیب است. اهل مدین دعوت شعیب را مستند به نماز او کردند، چون در نماز دعوت به معارضهٔ با آن قوم در بت‌پرستی و کم فروشی آنهاست و این همان سرّی است که آن‌ها از آن اینگونه تعبیر کرده‌اند؛ «اَصَلاَتُک تَامُرُکَ اَن نَترُک…» یعنی آیا نمازت، تو را امر کرده که ما بت‌پرستی را ترک کنیم.
۶- نماز الیاس: روزی الیاس به گریه و زاری درآمد. خداوند به فرشته مرگ فرمود: از الیاس سؤالی کن که سبب گریه‌ات چیست؟ برای دنیا است یا مرگ؟ الیاس جواب داد نه این است و نه آن است، بلکه گریهٔ من بخاطر این است که دیگر زنده نخواهم بود تا به ذکر و مناجات خدا پردازم. خداوند به فرشته‌اش فرمود: از او دست بردار و روح او را قبض نکن چرا که او زندگی را برای بندگی و ذکر می‌خواهد.

## نماز در مسیحیت
نماز در مسیحیت برای ارتباط با پدر یا خداوند یا دیگر عناصر تثلیث یعنی پسر یا روح القدس برگزار می‌شود.
در میان فرقه‌های مختلف مسیحیت نماز به صورتهای مختلف گزارده می‌شود. همچنین نمازها می‌تواند به صورت جمعی (نیایش سرایی) باشد مانند مراسم عشای ربانی یا به صورت فردی برگزار شود.
دربارهٔ مسیح آیاتی درسوره مریم، نشانگر انجام این عبادت الهی، توسّط اوست. خود عیسی گفت: «و اوصانی بالصلوة و الزکاة» یعنی خالق متعال مرا به نماز سفارش کرده که نه تنها نماز بخوانم بلکه نماز را در جامعه گسترش دهم.
مسیح در جای دیگر می‌فرمایند: درست به شما می‌گویم: چیزی به شرف آخرت رساننده‌تر و در برابر حوادث دنیا کمک‌کننده تر از نماز پیوسته نیست و چیزی به خداوند رحمان نزدیک‌تر از آن نیست. پس آن را بپا دارید و بر آن بیفزایید، نسبت به هر کار خوبی که به خدا نزدیک می‌کند، باز نماز بدو نزدیکتر و برگزیده‌تر است.
دکتر احمد شلبی در کتاب خود می‌گوید: «مهم‌ترین عبادات نزد مسیحیان روزه و نماز است، ولی محدودهٔ آن‌ها متفّق علیه نیست، بسیاری از مسیحیان معتقدند که انتظامات و قانون در روزه و نماز اختیاری است نه اجباری. مسیحیان هفت نماز در روز و شب دارند که عبارتند از: نماز صبحگاهان (بکور) و نماز ساعت سوم و ششم و نهم و یازدهم و دوازدهم و نیمهٔ شب؛ و اهتمام و توجه آن‌ها به نماز، بیشتر از روزه است و نماز، ترتیبی خاص ندارد.»
همچنین در مورد کیفیت نماز عیسویان آمده‌است که هیئت خاصّی در قیام و قعود نزد آن‌ها مراعات نمی‌شود بلکه قصد کلّی، نیّت خالص و پاک و طهارت فکر می‌باشد؛ و بهترین نماز آن است که مختصر و مفید و با حرارت تقدیم شود.
اگر چه برخی از آداب نماز و نیایش کنونی مسیحیان مانند خطاب به اقنوم ثلاثه در نماز با وحی الهی سازگاری ندارد و تحریفاتی است که توسط کاهنان مسیحی با نظر خود وارد کتاب آسمانی انجیل نموده و به عیسی نسبت داده‌اند، اما همین امر ما را به این نتیجه می‌رساند که اصل نماز در این شریعت الهی وجود داشته‌است.

## نماز در یهودیت
نماز در یهودیت (در عبری: تفیلا תפלות) و در جمع تفیلیم یا تفیلوت خوانده می‌شود. توضیحات دقیق در باب آن‌ها را می‌توان در سیدور یا بخش‌های میشنا کتب سنتی دعای دیانت یهودی جست.
معمولاً در هر روز سه نماز می‌خوانند و در روز شبات شنبه و سایر روزهای مقدس فرقه‌های ارتدکس و محافظه کار یک نماز اضافی هم به نام موسف خوانده می‌شود.
زمانیکه موسی در جهت انجام رسالت الهی خویش به همراه همسرش از وطن هجرت کردند و دچار سختی‌ها شدند، خداوند برای آرامش او به وی وحی نمود که:  «واَقم الصلوة لذکری» یعنی نماز را برای یاد من بپادار؛ و در آیه دیگری به موسی و هارون دستور داده شده که نماز را به پا دارید.
همچنین در قرآن کریم در آیه ۸۳ سوره بقره، ضمن اشاره به پیمانی که از بنی اسرائیل گرفته شده نماز به عنوان یکی از ارکان این پیمان شمرده شده‌است. در این آیه می‌خوانیم:
 «وَإِذْ أَخَذْنَا مِیثَاقَ بَنِی إِسْرَائِیلَ لَا تَعْبُدُونَ إِلَّا اللَّـهَ وَبِالْوَالِدَیْنِ إِحْسَانًا وَذِی الْقُرْبَیٰ وَالْیَتَامَیٰ وَالْمَسَاکِینِ وَقُولُوا لِلنَّاسِ حُسْنًا وَأَقِیمُوا الصَّلَاةَ وَآتُوا الزَّکَاةَ ثُمَّ تَوَلَّیْتُمْ إِلَّا قَلِیلًا مِّنکُمْ وَأَنتُم مُّعْرِضُونَ» (و چون از فرزندان اسرائیل پیمان محکم گرفتیم که: جز خدا را نپرستید، و به پدر و مادر، و خویشان و یتیمان و مستمندان احسان کنید، و با مردم [به زبان] خوش سخن بگویید، و نماز را به پا دارید، و زکات را بدهید؛ آنگاه، جز اندکی از شما، [همگی] به حالت اعراض روی برتافتید)
این آیه به صورت آشکار، به پا داشتن نماز را به عنوان میثاقی معرفی کرده که از بنی اسرائیل، دوشادوش مسئله عبادت خداوند و نیکی به والدین گرفته شده‌است؛ که این خود بیانگر اهمیت نماز در شریعت موسی است.
طبری در تفسیر خود، قول محمد باقر را در مورد این آیه نقل می‌کند که گفت: یهود و منافقین، مردم را به اقامهٔ نماز و دادن زکات فرمان می‌دادند ولی خود انجام نمی‌دادند پس خداوند فرمان داد به آن‌ها که با مسلمانان تصدیق‌کنندهٔ پیامبر باشند و اقامهٔ نماز کنند.
علاوه بر آیات، روایاتی نیز وجود دارد که به این مطلب اشاره دارند. در روایت آمده‌است که خدا به موسی می‌فرماید: بر تو باد نماز! زیرا آن جایگاهی خاص نزد من دارد و نزد من پیمانی محکم دارد. همین‌طور در خطابی دیگر به موسی دستور داده می‌شود در میان مردم خود امامت نمازشان را به عهده بگیرد: «ای موسی در نمازشان و آنچه اختلاف دارند امام باش» از اینرو می‌توان نتیجه گرفت که نماز در شریعت موسی نیز وجود داشته‌است و دعا و نیایش اوقات معینی داشته که براساس زمان‌های برگزاری مراسم عمومی قربانی در معبد تعیین می‌شده‌است.

## نماز در دین زرتشتی
نماز یکی از عبادت‌های مزدیسنا است که برای داشتن توجه همیشگی به دستورهای دینی و سپاسگزاری خدا گزارده می‌شود. این دستورها عمدتاً ماهیتی اخلاقی دارند. امروزه نماز پنجگانه را معمولاً موبدان می‌گزارند و بیشتر زرتشتیان به خواندن دعاهای صبحگاه و شامگاه اکتفا می‌کنند. نماز در دین زرتشت به اینصورت است که آتشی افروخته می‌شود و در حالی که دست‌ها به سوی آسمان بلند است و سر نیز به احترام تعظیم الهی خم شده، برگرد اهورا مزدا می‌چرخند و سرودها و شعرهایی نیز با آوازی رسا و زیبا خوانده می‌شود.
این نماز، نمازی بی‌پیرایه و همراه با تفکر در وجود خود و اهورا مزدا است که شخص را به اهورا مزدا نزدیک‌تر می‌کند. شخص زرتشتی در هنگام نماز، آتش سوزان مادی را نمی‌بیند و به آن توجهی نمی‌کند؛ بلکه چیزی که توجه او را جلب می‌کند، آتش فروزان مینوی است که در دل همهٔ افراد وجود دارد.
بنابر سنت زرتشتی، پنج بار در شبانه روز نماز خوانده می‌شود که خواندن آن نیز بر آن‌ها واجب نیست و اختیاری است. هر نماز با این مضامین آغاز می‌شود: «خشن‌اتره، اهورامزدا» یعنی خشنود می‌گردانم اهورا مزدا را؛ و آنگاه ادامه می‌دهند: «ایمان دارم به کیش مزدا پرستی که آوردهٔ زرتشت است. پیرو آموزه‌های اهورایی هستم که از دروغ و دوگانه پرستی به دور است».
زرتشتیان هر ۲۴ ساعت را به ۵ گاه تقسیم می‌کنند و آداب مذهبی تابع این زمان‌های مشخّص هستند.
نمازهای پنجگانه به صورت زیر می‌باشد:
1. نمازگاه هاون (هاونی، ونگاه): نماز بامداد است و هنگام آن از طلوع آفتاب تا نیمروز است. بعد از مضامینی که در بالا ذکر کردیم در ادامه می‌گویند: «من ستایش می‌کنم و ارج می‌نهم و خشنود می‌کنم فرشته پاسبان بامداد پاک و سازنده را. من ستایش می‌کنم و ارج می‌نهم و خشنود می‌کنم آن سرور دهکده (ویس) را که پاک و دادگستر و سازنده است.
2. نمازگاه درپتون (رپیتون، رپیتوهنگاه) هنگام آن از نیمروز تا سه ساعت بعدازظهر است. بعد از فقرات ابتدایی می‌گویند: من ستایش می‌کنم و ارج می‌نهم و خشنود می‌کنم فرشته پاسبان نیمروز پاک را (رپیتون). من ستایش می‌کنم و ارج می‌نهم و خشنود می‌کنم آن سرور شهر (نه نتو) را که پاک و دادگستر و سازنده است.
3. نمازگاه ازیران (ازیرینگاه) موقع آن از سه ساعت بعد از ظهر تا غروب آفتاب است. بعد از فقرات مشترکی که در همهٔ نمازها وجود دارد، می‌گویند: من ستایش می‌کنم و ارج می‌نهم و خشنود می‌کنم فرشته پاسبان پیشین پاک را. من ستایش می‌کنم و ارج می‌نهم و خشنود می‌کنم آن سرور کشور (رفیو) را که پاک و دادگستر و سازنده است.
4. نمازگاه سروترم: (ایویسروتریم، اویسروتریمگاه) وقت آن از غروب آفتاب تا نیمه شب است. بعد از فقرات مشترک می‌گویند: من ستایش می‌کنم و ارج می‌نهم و خشنود می‌کنم فرشته پاسبان شب پاک را. من ستایش می‌کنم و ارج می‌نهم و خشنود می‌کنم همه رهروان راه اشویی زرتشت را و سرور اشوان را.
5. نمازگاه اوشهی نا ای (اوشهین، اوشهین گاه) هنگام آن از نیمه شب تا طلوع خورشید است. بعد از مضامین: من ستایش می‌کنم و ارج می‌نهم و خشنود می‌کنم فرشته پاسبان پگاه پاک را. من ستایش می‌کنم و ارج می‌نهم و خشنود می‌کنم آن سرور خانه که پاک و سازنده و دادگر است.

زرتشتیان، نمازهای دیگری نیز دارند که در شبانه روز می‌خوانند. معروف‌ترین این نمازها، نماز سروش باج است.

## نماز در آثار هنرمندان

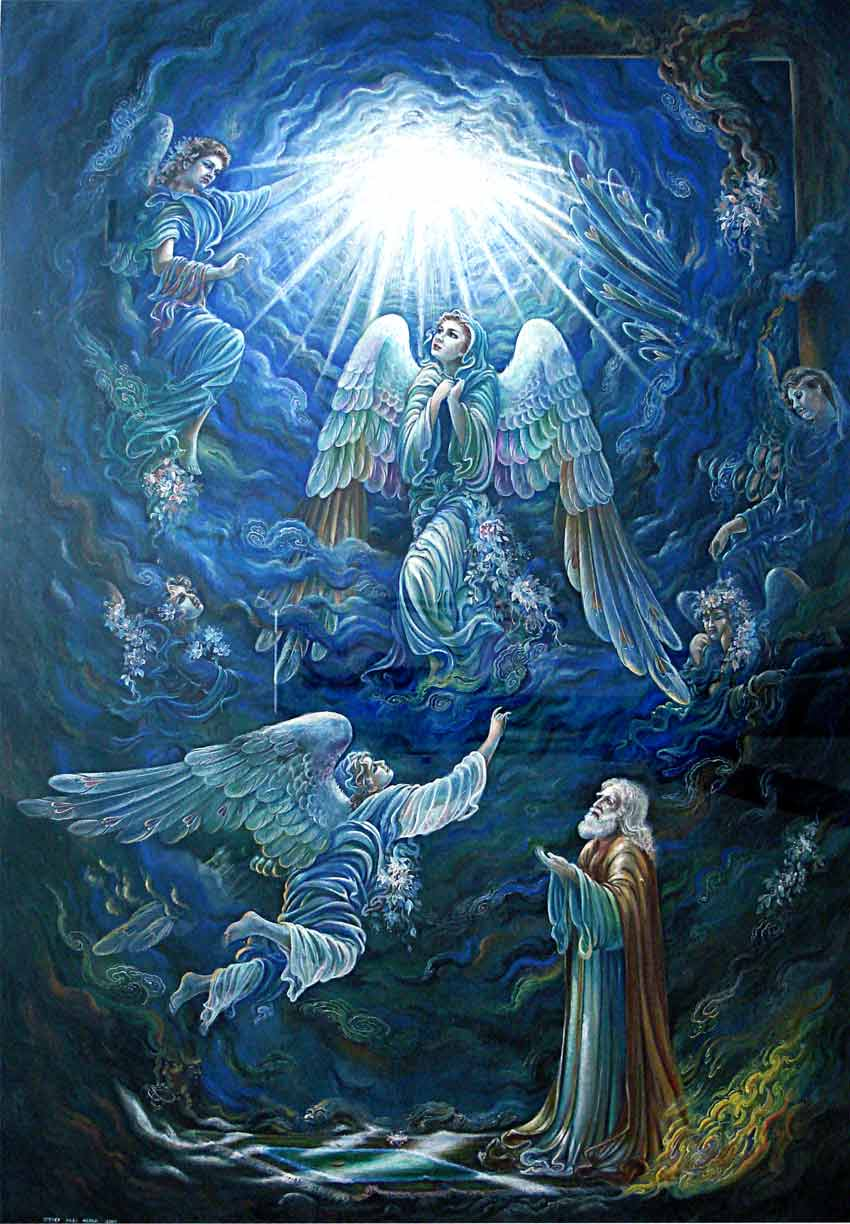
آتش، اثر یوسف عبدی‌نژاد

برخی از هنرمندان با موضوع نماز دست به خلق آثاری در زمینه‌های مختلف هنری زده‌اند. 